# Водные роды
Водные роды (роды в воду, роды в воде) — метод родов, при реализации которого рожающая женщина погружена в воду.
Этот метод применяется для снижения боли, повышения уровня комфорта при родах, смягчения родового стресса у новорождённого, вызванного резким перепадом температурного, гравитационного, светового и звукового воздействия.
Сторонники считают, что роды в воде проходят более расслабленно, менее болезненно. Критики же утверждают, что безопасность родов в воде не была научно доказана и что был задокументирован широкий спектр неблагоприятных неонатальных исходов, включая увеличение числа инфицирования матери или ребёнка и возможность утопления ребёнка. Кокрейновский обзор 2018 года о погружениях в воду на первом этапе родов свидетельствует о меньшем количестве применения эпидуральной анальгезии и о меньшем количестве побочных эффектов, однако информации о самих родах (второй этап родов) в воде по-прежнему недостаточно. Различные структуры, объединяющие родителей и посвящённые детям и родам частично поддерживают, а частично критикуют роды в воде.

## История
Первые описания относятся к XVI веку. Первые задокументированные случаи в Европе относятся к XIX веку: в 1803 году во Франция, в 1805 году — в Германии.
В России пионером родов в воде является И. Б. Чарковский (с середины 1960-х годов). В основе его деятельности лежит убеждение о меньшей травматизации головного мозга плода при родах в воде в связи со снижением градиента давления. Первые водные роды были проведены в 1980 году в Москве.
Последующие исследования показали, что водные роды — это щадящий режим для мозга ребёнка, улучшенное его плацентарное питание во время родов, повышенная эластичность тканей в тёплой воде, естественное обезболивание и эффективное восстановление ребёнка после родового стресса.
М. Р. Одену принадлежит первая публикация в научном журнале на тему водных родов. Оден охарактеризовал роды в воде как «более естественными» и «близкие к природе» и обосновал свои заключения успешной практикой родов в бассейне клиники Питивьер с начала 1970-х годов.

## Достоинства и недостатки метода
Обсуждение проблематики водных родов носит, как правило, скорее публицистический, чем научный характер. Масштабных экспериментов, позволяющих дать методу статистическую оценку, не проводилось. Некоторые исследователи считают, что популярность водных родов не обоснована ничем, кроме моды:

Наиболее широкое распространение получили роды в воде в Великобритании, которая по числу родившихся таким образом детей (около 100 в год) опережает другие страны. Бассейны для родов установлены почти в 80 английских стационарах, открыт специальный родильный дом с бассейном в каждой палате, организован прокат небольших резервуаров, предназначенных для родов на дому. Вместе с тем в некоторых странах Западной Европы, в том числе в Англии, многие местные власти наложили запрет на роды в воде после того, как стало известно о смерти нескольких новорождённых.

Умеренный или даже низкий уровень доказательств указывает на то, что проведение первой стадии родов в воде уменьшает болевые ощущения. Кокрейновский обзор 2018 года показал, что погружение в воду во время первой стадии родов уменьшает использование эпидуральной анальгезии, однако нет четких доказательств преимуществ погружения в воду на второй стадии родов или полных родов в воде. Вместе с тем нет доказательств увеличения негативных последствий погружения в воду во время начальных этапов родов. Нет убедительных доказательств того, что роды в воде уменьшают количество разрывов или травм промежности.
Роды в воде могут оказать перинеальную поддержку роженице, и в теории это может снизить риск разрыва и уменьшить вероятность использование эпизиотомии.
Обзор 2014 года сообщал, что погружение в воду во время первой стадии родов может сократить её длительность, уменьшить болевые ощущения, а также может уменьшить количество случаев использование эпидуральной анальгезии. Аналогично это может снизить количество операций кесарева сечения и минимизировать симптомы стресса недержания мочи через 42 дня после родов. Обзор сообщил, что погружение во время родов, по-видимому, не увеличивает уровень инфекций для матери или ребёнка, а баллы по шкале Апгар для ребёнка аналогичны обычным родам.

## Риски
Британский Королевский колледж акушеров-гинекологов и Королевский колледж акушерок опубликовали совместное заявление, поддерживающее роды в воде для здоровых женщин с неосложнённой беременностью, но не рекомендует его в случаях осложнений.
В комментарии 2005 года Комитет по плодам и новорождённым Американской академии педиатрии опубликовал анализ научной литературы, касающейся подводных родов. Комитет отметил ряд положительных исследований, посвящённых подводным родам, но далее подверг их критике за отсутствие надлежащего научного контроля, значительное число случаев детской смертности и заболеваний и общее отсутствие информации в поддержку использования водных родов. В заключение доклада говорится:

Безопасность и эффективность подводных родов для новорождённых не установлена. Нет никаких убедительных доказательств пользы для новорождённого, но некоторая озабоченность по поводу серьёзного вреда. Поэтому подводные роды следует рассматривать как экспериментальную процедуру, которая должна проводиться только в контексте надлежащим образом разработанного РКИ после осознанного согласия родителей.